# Begrafenispenning

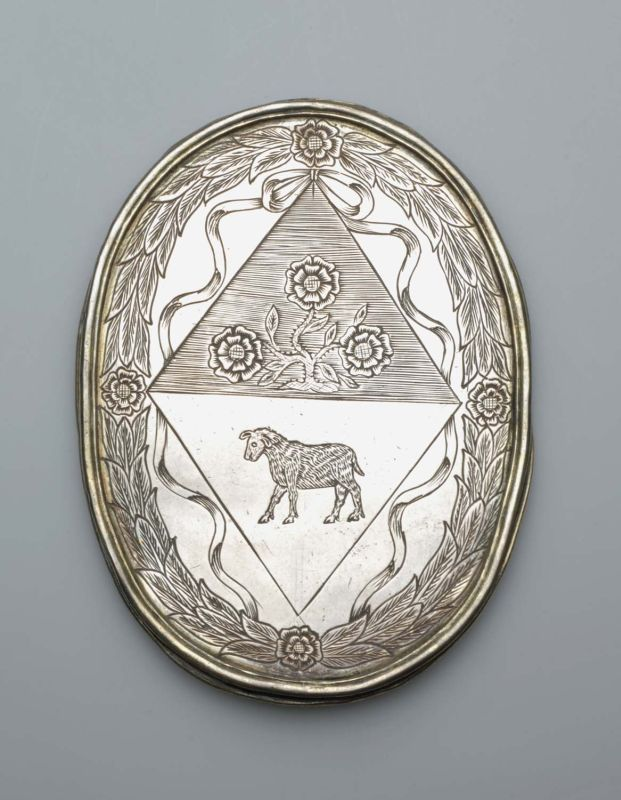
Een begrafenispenning uit 1667 met de functie van gedenkpenning

Een begrafenispenning was een penning die van de 16e tot en met de 18e eeuw een functie vervulde bij de teraardebestelling van overledenen. Zij werd als betaling uitgedeeld aan bijvoorbeeld dragers, door gildebroeders gebruikt voor controle op aanwezigheid of vervulde de rol van gedenkpenning. Het was een overwegend Nederlands gebruik, hoewel het ook in protestantse Noord-Duitse steden voorkwam.

## Betaalmiddel
Het begraven van overledenen was in deze periode in de eerste plaats de plicht van de buren en andere betrokkenen. Indien de familie van de gestorven persoon over voldoende geld beschikte, werden begrafenispenningen van een zekere waarde na afloop uitgedeeld aan degenen die behulpzaam waren geweest bij het afleggen, het dragen van de kist en dergelijke plichten. Ook was het (in elk geval) in Maastricht enige tijd gebruikelijk dat vermogende families begrafenispenningen, of 'begrafenisloodjes', uitdeelden onder de aanwezigen bij een teraardebestelling, die de penningen vervolgens als gift aan de kerk overhandigden. Een enkele bron maakt gewag van een begrafenispenning als direct betaalmiddel aan de kerk voor het uitvoeren van de begrafenis.

## Gildepenning
Een begrafenispenning in gebruik van een gilde wordt ook wel een gildepenning genoemd, maar niet alle gildepenningen zijn ook begrafenispenningen. Bij het overlijden van een gildebroeder werden de begrafenispenningen verspreid onder de leden. Dezen moesten de penning bij de begrafenis weer inleveren, waarmee hun aanwezigheid bij die plechtigheid was aangetoond.

## Gedenkpenning
Net als voor bijzondere gelegenheden als huwelijk en geboorte werden ook wel voor begrafenissen speciale penningen vervaardigd, voor het gedenken van de overledene. In de katholieke landsdelen werd eerder gebruikgemaakt van zogenaamde "doodsprentjes", die een vergelijkbare rol vervulden. 